# Parrocchie civili del Venezuela
Le parrocchie civili del Venezuela (in lingua spagnola parroquias de Venezuela) rappresentano la suddivisione territoriale di terzo livello del Paese, dopo gli stati e i comuni, e sono in tutto 1.146.